# TT Assen 1949
De TT Assen 1949 was de derde race van het wereldkampioenschap wegrace-seizoen 1949 en ook de derde officiële WK-race in de geschiedenis. De races werden verreden op 9 juli 1949 op Circuit van Drenthe vlak bij Assen. In deze Grand Prix bracht men slechts drie klassen aan de start: 500 cc, 350 cc en 125 cc. 

## Algemeen
De TT van Assen was pas de derde GP van 1949, maar leverde met Freddie Frith meteen de eerste wereldkampioen in de geschiedenis op. 

## 500cc-klasse
Artie Bell was in de trainingen de snelste geweest, maar in de race kwam hij niet verder dan de vierde plaats, ruim twee minuten achter winnaar Nello Pagani, die ook de 125cc-race al gewonnen had. Pagani was het seizoen begonnen op een eencilinder-Gilera Saturno omdat hij ruzie had met constructeur Piero Remor. Na zijn teleurstellende resultaat in de Grand Prix van Zwitserland greep directeur Giuseppe Gilera in. Hij gaf Pagani zijn viercilinder Gilera 500 4C terug en dat werkte. Dat moest ook wel, want Gilera was niet naar de TT van Man gereisd en daardoor hadden Harold Daniell en Les Graham al een behoorlijke voorsprong. Pagani reed ook de snelste ronde, wat hem een extra punt opleverde. Nu Daniell geen punten scoorde liep Pagani flink in en met nog twee races te gaan had hij met zijn Gilera, sneller en lichter dan de AJS Porcupine van Graham, goede kansen op de wereldtitel.
| Pos | Coureur            | Merk       | Tijd       | Punten |
| --- | ------------------ | ---------- | ---------- | ------ |
| 1   | Nello Pagani       | Gilera     | 1:47"32,7" | 10+1   |
| 2   | Les Graham         | AJS        | + 0"03'1   | 8      |
| 3   | Arciso Artesiani   | Gilera     | + 0"53'9   | 7      |
| 4   | Artie Bell         | Norton     | + 2"28'7   | 6      |
| 5   | Johnny Lockett     | Norton     | + 4"37'9   | 5      |
| 6   | Harold Daniell     | Norton     |            |        |
| 7   | Umberto Masetti    | Gilera     |            |        |
| 8   | Harry Hinton       | Norton     |            |        |
| 9   | Oscar Clemencich   | Gilera     |            |        |
| 10  | Enrico Lorenzetti  | Moto Guzzi |            |        |
| 11  | Drikus Veer        | Triumph    |            |        |
| 12  | Oliver Scott       | Norton     |            |        |
| 13  | Edward C. Nicholls | Triumph    |            |        |
| 14  | Jacques Schot      | Norton     |            |        |
| 15  | Gerard Hoek        | BMW        |            |        |

| Coureur          | Merk       |
| ---------------- | ---------- |
| George Morrison  | Norton     |
| Arthur Wheeler   | Triumph    |
| Bill Beevers     | Norton     |
| Bill Doran       | AJS        |
| Bob Foster       | Moto Guzzi |
| Eric Briggs      | Norton     |
| Frank Fry        | Norton     |
| Freddie Frith    | Velocette  |
| Ken Bills        | Velocette  |
| Les Dear         | Norton     |
| Ted Frend        | AJS        |
| David Whitworth  | Triumph    |
| Guido Leoni      | Moto Guzzi |
| Hub Pellikaan    | BMW        |
| Jan Veer         | Triumph    |
| Piet Knijnenburg | BMW        |
| Syd Jensen       | Triumph    |

| Coureur           | Merk       |
| ----------------- | ---------- |
| Jock West         | AJS        |
| Ernie Lyons       | Velocette  |
| Bruno Bertacchini | Moto Guzzi |

### Top tien tussenstand 500cc-klasse
| Pos | Coureur          | Merk      | Ptn |
| --- | ---------------- | --------- | --- |
| 1   | Les Graham       | AJS       | 20  |
| 2   | Harold Daniell   | Norton    | 17  |
| 2   | Nello Pagani     | Gilera    | 17  |
| 4   | Arciso Artesiani | Gilera    | 15  |
| 5   | Johnny Lockett   | Norton    | 13  |
| 6   | Artie Bell       | Norton    | 12  |
| 7   | Ernie Lyons      | Velocette | 7   |
| 8   | Freddie Frith    | Velocette | 5   |
| 8   | Syd Jensen       | Triumph   | 5   |

## 350cc-klasse
Nog steeds stond er geen maat op Freddie Frith en de Velocette KTT, die eigenlijk nog van voor de Tweede Wereldoorlog stamde. Naaste concurrent was Reg Armstrong, die met de nieuwe AJS 7R op de tweede plaats in het kampioenschap stond, maar alleen een vijfde en een vierde plaats had gescoord, terwijl Frith beide voorgaande races gewonnen had. In Assen bleef teamgenoot Bob Foster (wellicht opzettelijk) bijna twee seconden achter Frith, die daardoor de allereerste wereldkampioen in de geschiedenis werd. Nog steeds stond Armstrong - die in Assen niet scoorde - op de tweede plaats en hij kon theoretisch nog op hetzelfde puntenaantal komen, maar Frith had nu drie overwinningen en die kon Armstrong niet meer evenaren.
| Pos | Coureur         | Merk      | Tijd      | Punten |
| --- | --------------- | --------- | --------- | ------ |
| 1   | Freddie Frith   | Velocette | 1:47"52'0 | 10 +1  |
| 2   | Bob Foster      | Velocette | + 0"1'9   | 8      |
| 3   | Johnny Lockett  | Norton    | + 1"56'9  | 7      |
| 4   | David Whitworth | Velocette | + 2"05'1  | 6      |
| 5   | Eric McPherson  | AJS       |           | 5      |
| 6   | Ted Frend       | AJS       |           |        |

| Coureur        | Merk      |
| -------------- | --------- |
| Bill Doran     | AJS       |
| Charlie Salt   | Velocette |
| Frank Fry      | Velocette |
| Harold Daniell | Norton    |
| Les Graham     | AJS       |
| Tommy Wood     | Velocette |
| Artie Bell     | Norton    |
| Ernie Lyons    | Velocette |
| Reg Armstrong  | AJS       |

### Top negen tussenstand 350cc-klasse
(Slechts negen coureurs hadden al punten gescoord)
| Pos | Coureur                        | Merk      | Ptn |
| --- | ------------------------------ | --------- | --- |
| 1   | Freddie Frith (wereldkampioen) | Velocette | 33  |
| 2   | Reg Armstrong                  | AJS       | 11  |
| 3   | Leslie Graham                  | AJS       | 8   |
| 3   | Ernie Lyons                    | Velocette | 8   |
| 3   | Bob Foster                     | Velocette | 8   |
| 6   | Bill Doran                     | AJS       | 7   |
| 6   | Artie Bell                     | Norton    | 7   |
| 6   | Johnny Lockett                 | Norton    | 7   |
| 9   | Harold Daniell                 | Norton    | 6   |
| 9   | David Whitworth                | Velocette | 6   |

## 125cc-klasse
Mondial had zich eigenlijk in de kaarten laten kijken door in 1948 al met een viertaktmotor (de Mondial 125 Bialbero) te komen, terwijl de rest van de wereld nog met tweetaktmotoren racete. Dat had Moto Morini de kans gegeven te reageren, maar Nello Pagani had de Grand Prix van Zwitserland al gewonnen met bijna twee minuten voorsprong op Renato Magi (Morini). Ook in Assen won hij, en met nog slechts een race te gaan was hij al vrijwel zeker van de wereldtitel. Als Magi de GP des Nations zou winnen én de snelste ronde zou rijden had Pagani aan de vijfde plaats genoeg. Nu was zijn overwinning echter weer zeer overtuigend, driekwart minuut voor teamgenoot Oscar Clemencigh en meer dan een minuut voor Carlo Ubbiali die nog met een MV Agusta-tweetakt reed.  
| Pos | Coureur          | Merk      | Tijd      | Punten |
| --- | ---------------- | --------- | --------- | ------ |
| 1   | Nello Pagani     | Mondial   | 1:02"38'9 | 10+1   |
| 2   | Oscar Clemencigh | Mondial   | + 0"48'3  | 8      |
| 3   | Carlo Ubbiali    | MV Agusta | + 1"02'0  | 7      |
| 4   | Franco Bertoni   | MV Agusta | + 1"42'3  | 6      |
| 5   | Giuseppe Matucci | MV Agusta | + 5"09'0  | 5      |

| Coureur           | Merk      |
| ----------------- | --------- |
| Celeste Cavaciuti | MV Agusta |
| Gianni Leoni      | Mondial   |
| Renato Magi       | Morini    |
| Umberto Braga     | Mondial   |
| Umberto Masetti   | Morini    |

### Top acht tussenstand 125cc-klasse
(Slechts acht coureurs hadden al punten gescoord.)
| Pos | Coureur           | Merk      | Ptn |
| --- | ----------------- | --------- | --- |
| 1   | Nello Pagani      | Mondial   | 22  |
| 2   | Carlo Ubbiali     | MV Agusta | 13  |
| 3   | Renato Magi       | Morini    | 8   |
| 3   | Oscar Clemencigh  | Mondial   | 8   |
| 5   | Celeste Cavaciuti | Mondial   | 7   |
| 6   | Franco Bertoni    | MV Agusta | 6   |
| 7   | Umberto Masetti   | Morini    | 5   |
| 7   | Giuseppe Matucci  | MV Agusta | 5   |

1925 · 1926 · 1927 · 1928 · 1929 · 1930 · 1931 · 1932 · 1933 · 1934 · 1935 · 1936 · 1937 · 1938 · 1939 · 1940–1945 · 1946 · 1947 · 1948 · 1949 · 1950 · 1951 · 1952 · 1953 · 1954 · 1955 · 1956 · 1957 · 1958 · 1959 · 1960 · 1961 · 1962 · 1963 · 1964 · 1965 · 1966 · 1967 · 1968 · 1969 · 1970 · 1971 · 1972 · 1973 · 1974 · 1975 · 1976 · 1977 · 1978 · 1979 · 1980 · 1981 · 1982 · 1983 · 1984 · 1985 · 1986 · 1987 · 1988 · 1989 · 1990 · 1991 · 1992 · 1993 · 1994 · 1995 · 1996 · 1997 · 1998 · 1999 · 2000 · 2001 · 2002 · 2003 · 2004 · 2005 · 2006 · 2007 · 2008 · 2009 · 2010 · 2011 · 2012 · 2013 · 2014 · 2015 · 2016 · 2017 · 2018 · 2019 · 2021 · 2022 · 2023 · 2024 · 2025